# World of Padman
 (octobre 2019).
Si vous disposez d'ouvrages ou d'articles de référence ou si vous connaissez des sites web de qualité traitant du thème abordé ici, merci de compléter l'article en donnant les références utiles à sa vérifiabilité et en les liant à la section « Notes et références ».
World of Padman (WoP) est un jeu de tir à la première personne en ligne, sous licence libre, et disponible à la fois en anglais et en allemand. Au début, WoP était un mod pour le jeu vidéo Quake III Arena appelé à l'époque PadMod. Après que le code source du moteur de Quake III Arena (l'id Tech 3) fut libéré, le jeu est devenu totalement standalone (jouable sans avoir besoin de Quake III Arena).
L'univers du jeu est basé sur le comic Padman, apparu à plusieurs reprises dans le magazine PlayStation Games et créé par l'artiste professionnel Andreas 'ENTE' Endres, artiste qui a également créé de nombreuses maps du jeu.
La version actuelle du jeu (la version 1.5) utilise l'ioquake3 une amélioration de l'id Tech 3 comme moteur de jeu. La plupart des maps du jeu suivent la même charte graphique et sont extrêmement détaillées.
Certaines maps du jeu WoP sont disponibles pour le jeu Urban Terror.

## Musique
Les musiques du jeu sont libres et ont été réalisées par:
- Green Sun
- Dieselkopf
- Mighty Pete